# San Cristóbal (Santa Fe)
San Cristóbal is een plaats in het Argentijnse bestuurlijke gebied San Cristóbal in de provincie Santa Fe. De plaats telt 14.261 inwoners.

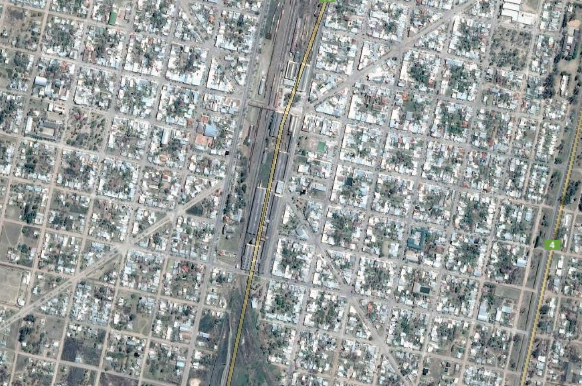
Luchtfoto van een deel van de stad